# Johann Wilhelm Baier
Johann Wilhelm Baier (11. listopadu 1647 Norimberk – 19. října 1695 Výmar) byl německý protestantský duchovní a teolog, představitel umírněné luterské ortodoxie.
V letech 1674–1694 působil jako profesor na univerzitě v Jeně, kde zastával i úřad rektora. Nato krátce působil na univerzitě v Halle, kde se střetl s pietisty. Roku 1695 se stal generálním superintendentem a dvorním kazatelem ve Výmaru, avšak zakrátko zemřel.
Jeho tchánem byl teolog Johannes Musaeus.
Bayerovým nejvýznamnějším dílem je Compendium Theologiae Positivae z roku 1686, jež bylo mnohokrát přetiskováno a v moderní době i přeloženo do angličtiny.